# Gravity (альбом Westlife)
Gravity — одиннадцатый альбом поп-группы Westlife. Его релиз состоялся 19 ноября 2010 года в Ирландии, 22 ноября — альбом вышел на территории Соединённого Королевства.

## Работа над альбомом
Первые сообщения о новом альбоме появились в мае 2010 года во время гастрольного тура Westlife. Ряд музыкальных интернет-изданий сообщили, что новый альбом будет наполнен «сочными и чувственными песнями». Называлась также ориентировочная дата его выхода — ноябрь 2010 года.
 Непосредственная работа над альбомом началась в июле 2010 года под руководством известного музыкального продюсера, лауреата премии Grammy, Джона Шэнкса, известного по работе с Майли Сайрус, Мишель Бранч, Келли Кларксон, Родом Стюартом, группами Bon Jovi, Take That и другим известными музыкантами. По признанию Марка Фихили, группа уже давно хотела поработать с Джоном Шэнксом, однако, тот хранил преданность Take That и не хотел переключаться на другие бой-бэнды:
«Мы снова и снова спрашивали его о совместной работе, но буквально сразу после того, как стало известно, что Take That будут сотрудничать со Стюартом Прайсом, Джон сказал: „Да“. Потом он признался, что уже довольно долго хотел поработать с нами, но просто не хотел делать музыку Take That и Westlife одновременно, поскольку она была слишком близка по своей сути».

Gravity — стал первым для Westlife альбомом, к работе над которым был привлечён лишь один-единственный музыкальный продюсер. Основная работа велась в студии Джона Шэнкса в Лос-Анджелесе. Вокальные партии были записаны также в Лондоне и Дублине. Основной материал для нового альбома был записан в августе-сентябре 2010 года. Участники Westlife оценивают его как, «определенно шаг вперед» по сравнению с прежними релизами ирландской поп-группы:
«Мы определённо продвинулись чуточку вперед. И так как мы сделали все это лишь с одним продюсером, альбом имеет своё характерное звучание от начала до конца (над нашим прошлым альбомом работало 5-6 человек). Более тяжелое звучание. Мы тоже написали несколько песен на этом альбоме.»
Группа записала в общей сложности 16 композиций для нового альбома. Из них в окончательный трек-лист попало 12 композиций, в том числе две кавер-версии: «Chances» — британской альтернативной рок-команды Athlete, и «The Reason» — группы Hoobastank.
Выход нового альбома, на тот момент ещё не получившего своего названия, был анонсирован 30 сентября 2010 года. 4 октября был озвучен и ведущий сингл — им стала песня «Safe», написанная Джоном Шэнксом и Джеймсом Грюндлером — фронтменом американской альтернативной команды Golden State. А 13 октября на официальном сайте Westlife было объявлено название нового альбома — «Gravity». Оно было предложено одной из поклонниц группы в сети микроблогов Twitter. Соответственно и новое гастрольное турне Westlife, стартовавшее 7 марта 2011 года, носит название «Gravity Tour».

## Список композиций
| № п/п | Название                     | Авторы                                                                    | Продолжительность |
| ----- | ---------------------------- | ------------------------------------------------------------------------- | ----------------- |
| 1     | Beautiful Tonight            | John Shanks                                                               | 4:00              |
| 2     | Safe                         | John Shanks, James Grundler                                               | 3:53              |
| 3     | Chances                      | Joel Pott, Steve Roberts, Timothy Wanstall, Carey Willetts                | 4:46              |
| 4     | I Will Reach You             | Steve Anderson, Mark Feehily, Jamie Hartman                               | 3:21              |
| 5     | Closer                       | Nicky Byrne, Kian Egan, Mark Feehily, Shane Filan, John Reid, John Shanks | 4:06              |
| 6     | The Reason                   | Dan Estrin, Markku Lappalainen, Douglas Robb                              | 3:54              |
| 7     | Tell Me It’s Love            | Wayne Hector, John Shanks                                                 | 4:18              |
| 8     | I Get Weak                   | Savan Kotecha, John Shanks                                                | 3:42              |
| 9     | Before It’s Too Late         | Mark Feehily, Simon Petty, Steve Anderson                                 | 4:09              |
| 10    | No One’s Gonna Sleep Tonight | Wayne Hector, John Shanks                                                 | 3:53              |
| 11    | Difference In Me             | Wayne Hector, John Shanks                                                 | 3:29              |
| 12    | Too Hard to Say Goodbye      | Nicky Byrne, Kian Egan, Mark Feehily, Shane Filan, John Shanks            | 4:44              |

## Синглы
| № п/п | Обложка | Название/ Дата релиза              | Трек-лист                  | Примечание | Позиция в чартах    | Позиция в чартах |
| № п/п | Обложка | Название/ Дата релиза              | Трек-лист                  | Примечание | Флаг Великобритании | Флаг Ирландии    |
| ----- | ------- | ---------------------------------- | -------------------------- | --- | ------------------- | ---------------- |
| 1     | Safe    | Safe 12 ноября 2010 14 ноября 2010 | 1. «Safe» 2. «Please Stay» | «Safe» — первый и единственный сингл с альбома «Gravity». Его Би-сайдом стала композиция «Please Stay», первоначально предназначавшаяся для неизданного второго сингла группы с альбома «Where We Are». | 10                  | 4                |

## Дата выхода альбома в разных странах
| Страна / Регион | Дата релиза    |
| --------------- | -------------- |
| Дания           | 19 ноября 2010 |
| Ирландия        | 19 ноября 2010 |
| Швеция          | 19 ноября 2010 |
| Великобритания  | 22 ноября 2010 |
| Германия        | 3 декабря 2010 |

## Позиция в чартах
| Страна/Регион  | Высшая позиция в чарте | Продажи | Сертификация |
| -------------- | ---------------------- | ------- | ------------ |
| Великобритания | 3                      |         |              |
| Европа         | 12                     |         |              |
| Ирландия       | 1                      |         |              |
| Мексика        | 90                     |         |              |
| Нидерланды     | 76                     |         |              |
| Новая Зеландия | 22                     |         |              |
| Швейцария      | 50                     |         |              |
| Швеция         | 46                     |         |              |